# 大和ハウスリート投資法人
大和ハウスリート投資法人（だいわハウスリートとうしほうじん）は、東京都千代田区永田町に本部を置く投資法人。東証上場（J-REIT）。

## 概要
大和ハウス工業がスポンサーであり、資産運用会社は大和ハウス工業100%子会社の大和ハウス・アセットマネジメントである。
総合型リートであるが、ポートフォリオは約半分が物流施設を占めるのが特徴的であり、残りが居住施設、商業施設、ホテル等となっている。
2005年にモリモトにより「ビ・ライフ投資法人」として設立され、2006年に東証上場。2008年にモリモトの経営不振により、スポンサーが大和ハウス工業に交代した。2010年にニューシティ・レジデンス投資法人を吸収合併。2011年に「大和ハウス・レジデンシャル投資法人」に商号変更。2016年に同じ大和ハウス系列の（旧）大和ハウス・リート投資法人を吸収合併し、「大和ハウスリート投資法人」に商号変更し、総合型リートとなった。
資産規模は約9千億円であり、上場REIT全61銘柄中、資産規模と時価総額は5位である（2022年2月時点）。

## 沿革
- 2005年（平成17年）6月7日 - ビ・ライフ投資法人として設立。設立企画人は「モリモト・アセットマネジメント株式会社（現 大和ハウス・アセットマネジメント株式会社）」。
- 2006年（平成18年）3月22日 - 東京証券取引所に上場（8984）。
- 2010年（平成22年）4月1日 - 「ニューシティ・レジデンス投資法人（8965）」を吸収合併。
- 2011年（平成23年）12月1日 - 大和ハウス・レジデンシャル投資法人に商号変更。
- 2016年（平成28年）9月1日 - 「（旧）大和ハウスリート投資法人（3263）」を吸収合併、（新）大和ハウスリート投資法人に商号変更。

## （旧）大和ハウスリート投資法人
大和ハウス工業は、2006年6月に「大和ハウス・リート・マネジメント」を設立し、同社は2007年7月に投資信託委託業者の認可を取得し、「大和ハウスリート投資法人」を設立。2008年6月に上場を予定するも、市況の悪化を背景に上場を中止。2012年11月28日に東証に上場し（3263）、上場時の資産規模（取得価格）は1,145億円、24物件（物流施設19物件、商業施設5物件）。2016年8月29日に上場廃止、9月1日に大和ハウス・レジデンシャル投資法人に吸収合併され消滅した。

## ポートフォリオ
物件数230物件、資産規模895,153百万円（2022年2月21日時点）
- 用途別比率（取得価格ベース）：物流施設52.5%、居住施設26.9%、商業施設13.8%、ホテル2.1%、その他4.7%